# Adebayo Akinfenwa
Saheed Adebayo Akinfenwa (n. Islington, Londres, Reino Unido, 10 de mayo de 1982) es un exfutbolista inglés. Jugaba de delantero, y su último equipo fue el Wycombe Wanderers de la English Football League One de Inglaterra.

## Trayectoria
En su adolescencia se unió al club de Lituania FK Atlantas por consejo de su agente; su cuñado vivía en Lituania y conocía a un miembro del cuerpo técnico. Luego de 2 años en el club, Akinfenwa decidió regresar al Reino Unido a principios de 2003, donde se unió a los campeones de la Liga Premier de Gales Barry Town F. C. Sin embargo, luego de varios partidos en la temporada, el club sufrió un golpe financiero y se deshizo el equipo. Poco después Akinfenwa se unió a Boston United F. C., y en octubre de 2003 consiguió marcar un gol en el último minuto en su debut contra Swindon Town F. C.. Akinfenwa no pudo acostumbrarse al equipo y se trasladó a Leyton Orient el mes posterior, pero desafortunadamente lo liberaron luego de solo jugar un partido. En diciembre de 2003 se trasladó a Rushden & Diamonds F. C. hasta que en febrero de 2004 se unió a Doncaster Rovers F. C., el que sería su quinto club de la temporada. 
En julio de 2004 cambió nuevamente de club firmando por el Torquay United, en reemplazo de David Graham. En esa temporada consiguió anotar 14 goles en la liga 2004-05, pero esto no ayuda al club a evitar el descenso. Él se negó a firmar un nuevo contrato con Torquay a finales de esa temporada.
En julio de 2005, se mudó a Swansea City, que fueron condenados a pagar como compensación 85 000 libras. Anotó en su debut contra Tranmere Rovers, de hecho fue el primer gol anotado en el nuevo estadio de la libertad del Swansea. También anotó el gol de la victoria en la final del trofeo de liga de 2006, en la que derrotó al Carlisle United 2-1. Así ayudó al Swansea a llegar a los play-off de promoción final en su primera temporada. Después de un empate 2-2, el partido se fue a la tanda de penaltis, pero Akinfenwa fue uno de los jugadores de Swansea que no pudo convertir su penal provocando la derrota de su equipo frente al Barnsley provocando la promoción de este. Era un habitual titular en toda la temporada, hasta que sufrió la fractura de su pierna derecha en la derrota por 2-0 en casa ante el Scunthorpe United lo cual puso fin a su temporada. Esto siguió a una costilla izquierda fracturada en octubre del mismo año. La llegada de Roberto Martínez a los 'swans' provocó la salida del club
Al final de la temporada 2006-07, rechazó firmar un nuevo contrato con el Swansea City y accedió a firmar para él Swindon Town el 29 de junio de 2007. Sin embargo no logró pasar la revisión médica. A raíz de esto, en noviembre de 2007 se incorporó al Millwall F. C. con un contrato que se renovaba de mes en mes, en ese club no anotó ningún gol en los 7 partidos que jugó.
El 18 de enero de 2008 firmó un acuerdo con el Northampton Town hasta el final de la temporada 2007-08. Hizo su debut contra él Swindon Town, donde salió desde el banquillo para anotar el gol del empate 1-1. Akinfenwa entonces conseguía un buen impacto en su debut en casa, anotando el gol del empate en el empate 1-1 ante el Leeds United. Comenzó el siguiente juego en casa contra el Gillingham, anotando dos goles en la victoria por 4-0. En el resto de la temporada terminaría anotando 3 goles más para totalizar 7 en la temporada.
El 30 de mayo de 2008 firmó un nuevo contrato por un año con el Northampton Town, a pesar de un interés declarado de Leyton Orient y Grimsby Town. Comenzó la temporada 2008-09 marcando dos goles en tres partidos para el final de septiembre. Adebayo puso fin a su estancia en Northampton Town en mayo de 2010. Le habían ofrecido un nuevo contrato pero no pudo llegar a un acuerdo con el club que no pudieron cerrar el trato con Akinfenwa dentro de plazos acordados. El 29 de julio de 2010, Akinfenwa firmó para el Gillingham F. C. contrato por un año, en su debut consigue anotar con un cabezazo contra el Cheltenham Town. Mientras, Akinfenwa comenzaba a formar una fuerte alianza con Cody McDonald y entre ambos consiguieron anotar 36 goles en toda la temporada.
Akinfenwa regresó a Sixfields el 25 de mayo de 2011, el nuevo gerente Gary Johnson lo trajo a "capturar la imaginación de los aficionados". Anotó su primer gol ante el Bristol Rovers el 16 de agosto. Gracias a ello el Northampton Town consigue llegar a instancias finales de la temporada 2012-13. Akinfenwa volvía a firmar por su antiguo club el Gillingham como agente libre el 2 de julio de 2013. Después de reavivar su asociación con Cody McDonald, termina anotando 10 goles a lo largo de la temporada 2013-14 y termina quedando tercero en la nominación de los mejores jugadores del año, el Gillingham anunció en su sitio oficial que Akinfenwa dejaría el club. El 20 de junio de 2014 fichó por el AFC Wimbledon para disputar la League Two.
En un partido de preparación contra el Chelsea F. C. dirigido por José Mourinho se dio a conocer a los aficionados de la Premier League, luego de que fuera reemplazado en el minuto 66 recibió una ovación de los aficionados, que le reconocieron el esfuerzo a pesar del traspié, a pesar de que su equipo perdió el partido por 3-2.

## Clubes
La mayor parte de su carrera deportiva la desarrolló en equipos de ascenso de Inglaterra.
| Equipo                   | País          | Periodo       | Partidos | Goles |
| ------------------------ | ------------- | ------------- | -------- | ----- |
| Atlanta                  | Lituania      | 2001-2003     | 75       | 42    |
| Barry Town F. C.         | Gales         | 2003          | 12       | 6     |
| Boston United F. C.      | Inglaterra    | 2003          | 4        | 1     |
| Leyton Orient F. C.      | Inglaterra    | 2003          | 2        | 0     |
| Rushden & Diamonds F. C. | Inglaterra    | 2003-2004     | 0        | 0     |
| Doncaster Rovers F. C.   | Inglaterra    | 2004          | 9        | 4     |
| Torquay United F. C.     | Inglaterra    | 2004-2005     | 41       | 16    |
| Swansea City             | Inglaterra    | 2005-2007     | 75       | 21    |
| Millwall F. C.           | Inglaterra    | 2007-2008     | 9        | 0     |
| Northampton Town F. C.   | Inglaterra    | 2008-2010     | 95       | 39    |
| Gillingham F. C.         | Inglaterra    | 2010-2011     | 46       | 11    |
| Northampton Town F. C.   | Inglaterra    | 2011-2013     | 93       | 35    |
| Gillingham F. C.         | Inglaterra    | 2013-2014     | 37       | 10    |
| A. F. C. Wimbledon       | Inglaterra    | 2014-2016     | 94       | 23    |
| Wycombe Wanderers F. C.  | Inglaterra    | 2016-2022     | 250      | 60    |
| Total carrera            | Total carrera | Total carrera | 835      | 234   |

## Estilo de juego
Durante su carrera profesional Akinfenwa pesaba más de 100 kg, con una altura de 180 cm. Su característica era la fuerza que posee y su agilidad para rematar de cabeza, por ello muchos de los goles que ha marcado han sido de cabeza.

## Vida personal
Akinfenwa nació en Islington, North London y es descendiente de nigerianos. Su padre es musulmán y su madre cristiana. Aunque observó el Ramadán mientras era niño, luego se hizo cristiano. Es amigo de Clarke Carlisle, su antiguo compañero de equipo del Northampton Town Football Club. De chico era seguidor del Liverpool Football Club, y su jugador favorito era John Barnes.